# Ray Sutter
Pour les articles homonymes, voir Sutter.
Ray Sutter, né le 5 avril 1920 à Paris et mort le 28 mai 1988 à Larnaca (Chypre) est un artiste peintre et maître-verrier.

## Biographie
Raymond Sutter, dit Ray Sutter, est un artiste peintre et maître-verrier français. Il habitait à Saché dans une maison datée de 1715 dans le hameau de la Basse-Chevrière, à proximité de son ami Alexander Calder, où il subsiste des vitraux abstraits qu'il créa dans les années 1950. En 1944, Il expose à Paris au Salon d’Automne, dont il est membre. Il participe au Salon de Mai en 1943, 1947 et 1953. Il expose également au Salon des Arts Décoratifs et dans des grandes galeries parisiennes (galerie Claude Bernard en 1963 et 1967).